# Antônio Bezerra Brandão
Antônio Bezerra Brandão (21 de diciembre de 1977) es un exfutbolista brasileño que se desempeñaba como defensa.
Jugó para clubes como el CSA, Corinthians Paulista, Juventus, Omiya Ardija, Paraná, Caxias do Sul y ASA.

## Trayectoria

### Clubes
| Club                 | País   | Año         |
| -------------------- | ------ | ----------- |
| CSA                  | Brasil | 1996        |
| Corinthians Alagoano | Brasil | 1996 - 1997 |
| Corinthians Paulista | Brasil | 1997 - 1998 |
| Juventus             | Brasil | 1999 - 2000 |
| Omiya Ardija         | Japón  | 2001 - 2006 |
| Paraná               | Brasil | 2007        |
| Rio Claro            | Brasil | 2008        |
| Caxias do Sul        | Brasil | 2008        |
| Sertãozinho          | Brasil | 2009        |
| União São João       | Brasil | 2010        |
| ASA                  | Brasil | 2011        |
| XV de Piracicaba     | Brasil | 2012        |
| Grêmio Barueri       | Brasil | 2012        |
| Boa Esporte          | Brasil | 2012        |